# Karsan Jest
Karsan Jest este un microbuz cu podea joasă produs de compania turcă de automobile Karsan.
Sunt folosite și în România pentru transportul public în orașe.

## Istorie
Karsan Jest a început producția în 2013. A fost proiectat de Hexagon Studio, afiliat Karsan. Producția are loc în Bursa, Akçalar. 70% din piesele din autobuz sunt produse în Turcia.

## Motorizare
Este tracțiune față, disponibil cu un motor diesel, cu rampă comună, în patru cilindri, de 2,3 litri, cu 129 de cai putere și care produce 320 Nm. Nu are versiune cu cutie de viteze automată.

## Opțiuni
O versiune opțională include wifi. Autobuzul are un total de 5 opțiuni de locuri. Este disponibilă o rampă pentru ca persoanele cu handicap să coboare și să urce în autobuz.